# Décès en février 2021
Décès
- 2017
- 2018
- 2019
- 2020
- 2021
- 2022
- 2023
- 2024
- 2025

Pour une information complémentaire, voir la page d'aide.

| Date        | Nom                           | Activités | Âge   | Source |
| ----------- | ----------------------------- | --- | ----- | ------ |
| 1er février | Soraya Abdullah               | Actrice indonésienne. | 42    | (id)   |
| 1er février | Umberto Bruni                 | Sculpteur et peintre canadien. | 106   |        |
| 1er février | Dustin Diamond                | Acteur, réalisateur, producteur et directeur de la photographie américain.                                                        | 44    | (en)   |
| 1er février | Jean-Pierre Jossua            | Écrivain et théologien français.                                                                                                  | 90    |        |
| 1er février | Charlotte L'Écuyer            | Femme politique canadienne. | 77    |        |
| 1er février | Simeon Nyachae                | Homme politique kényan. | 88    | (en)   |
| 1er février | Ricky Powell                  | Photographe américain. | 59    | (en)   |
| 1er février | Tamara Rylova                 | Patineuse de vitesse soviétique puis russe, médaillée de bronze aux Jeux olympiques d'hiver de 1960.                              | 89    | (ru)   |
| 1er février | Walter Savitch                | Mathématicien, informaticien et professeur d'université américain.                                                                | 77    | (en)   |
| 1er février | John Sweeney                  | Syndicaliste américain. | 86    | (en)   |
| 1er février | Ryszard Szurkowski            | Coureur cycliste polonais, double médaillé d'argent olympique (1972, 1976).                                                       | 75    |        |
| 1er février | Jean-Marie Touratier          | Essayiste et critique d'art français.                                                                                             | 77    |        |
| 1er février | Temur Tsiklauri               | Chanteur et acteur soviétique puis géorgien.                                                                                      | 75    | (en)   |
| 2 février   | Edward Babiuch                | Homme d'État polonais. | 93    | (pl)   |
| 2 février   | Kim Bo-kyung                  | Actrice sud-coréenne. | 44    | (en)   |
| 2 février   | Maureen Colquhoun             | Femme politique britannique. | 92    | (en)   |
| 2 février   | Millie Hughes-Fulford         | Astronaute américaine. | 75    | (en)   |
| 2 février   | Denis Huisman                 | Universitaire et philosophe français.                                                                                             | 91    |        |
| 2 février   | Grant Jackson                 | Joueur de baseball américain. | 78    | (en)   |
| 2 février   | Robert C. Jones               | Monteur et scénariste américain.                                                                                                  | 84    | (en)   |
| 2 février   | Jean-Paul Landais             | Peintre français. | 70    |        |
| 2 février   | Tom Moore                     | Militaire britannique. | 100   | (en)   |
| 2 février   | Fausta Morganti               | Femme politique saint-marinais.                                                                                                   | 76    | (it)   |
| 2 février   | Jean-François Voguet          | Homme politique français. | 71    |        |
| 3 février   | Jean-Pierre Bastiat           | Joueur français de rugby à XV. | 71    |        |
| 3 février   | Benito Boldi                  | Footballeur italien. | 86    |        |
| 3 février   | Kris De Bruyne                | Chanteur belge. | 70    |        |
| 3 février   | Gilles Fauconnier             | Linguiste français. | 76    |        |
| 3 février   | Gil Gilles                    | Homme politique et enseignant belge.                                                                                              | 70    |        |
| 3 février   | Haya Harareet                 | Actrice et scénariste israélienne.                                                                                                | 89    | (en)   |
| 3 février   | Abdelkader Jerbi              | Réalisateur tunisien. |       |        |
| 3 février   | Art Jones                     | Hockeyeur sur glace canadien. | 86    | (en)   |
| 3 février   | Patrick Lebon                 | Réalisateur belge. | 81    | (nl)   |
| 3 février   | Abdoul Aziz Mbaye             | Diplomate et homme politique franco-sénégalais.                                                                                   | 66    |        |
| 3 février   | Pepi Merisio                  | Photographe photojournaliste italien.                                                                                             | 90    | (it)   |
| 3 février   | Norbert Owona                 | Footballeur camerounais. | 70    |        |
| 3 février   | Régine Robin                  | Écrivaine et sociologue canadienne.                                                                                               | 80    |        |
| 3 février   | Jean-Daniel Simon             | Acteur et cinéaste français. | 78    |        |
| 3 février   | Tony Trabert                  | Joueur américain de tennis. | 90    | (en)   |
| 3 février   | Albán Vermes                  | Nageur hongrois, médaillé d'argent aux Jeux olympiques d'été de 1980.                                                             | 63    | (hu)   |
| 4 février   | Paolo Bartolozzi              | Homme politique italien. | 63    | (it)   |
| 4 février   | Paul Nassif Borkhoche         | Archéparque émérite melkite libanais.                                                                                             | 88    | (en)   |
| 4 février   | Robert Dean                   | Homme politique canadien. | 93    |        |
| 4 février   | Robert Labine                 | Homme politique canadien. | 80    |        |
| 4 février   | Georges Lochak                | Physicien français. | 90    |        |
| 4 février   | Pierre-Antoine Paulo          | Évêque haïtien. | 76    |        |
| 4 février   | Lokman Slim                   | Éditeur, écrivain et militant pour les droits de la personne humaine libanais.                                                    | 58    | (en)   |
| 4 février   | Samuel Vestey                 | Homme d'affaires britannique. | 79    |        |
| 5 février   | Joseph Benz                   | Bobeur suisse, médaillé d'argent et de bronze aux Jeux de 1976 puis champion olympique et médaillé d'argent à ceux de 1980.       | 76    | (de)   |
| 5 février   | Jules Bélanger                | Professeur canadien. | 91    |        |
| 5 février   | Laurent Dona Fologo           | Homme politique ivoirien. | 81    |        |
| 5 février   | Abdoul Jabbar                 | Auteur, compositeur, interprète et chanteur guinéen.                                                                              | 40    |        |
| 5 février   | Franck Louissaint             | Artiste-peintre haïtien. | 71    |        |
| 5 février   | Christopher Plummer           | Acteur canadien. | 91    | (en)   |
| 5 février   | John Pullin                   | Joueur britannique de rugby à XV.                                                                                                 | 79    |        |
| 5 février   | Hershel Shanks                | Avocat américain. | 90    | (en)   |
| 5 février   | Örs Siklósi                   | Chanteur hongrois de metalcore | 29    | (en)   |
| 5 février   | Leon Spinks                   | Boxeur américain, champion olympique aux Jeux olympiques d'été de 1976.                                                           | 67    | (en)   |
| 5 février   | Paul Tovua                    | Homme politique salomonais. | 73    | (en)   |
| 6 février   | Abdelkhalek Louzani           | Entraîneur marocain de football.                                                                                                  | 75    |        |
| 6 février   | René-Victor Pilhes            | Publicitaire et écrivain français.                                                                                                | 86    |        |
| 6 février   | George P. Shultz              | Homme politique et homme d'affaires américain.                                                                                    | 100   | (en)   |
| 7 février   | Ralph Backstrom               | Hockeyeur sur glace canadien. | 83    | (en)   |
| 7 février   | Élisabeth Du Réau             | Historienne française. | 84    |        |
| 7 février   | Jean Josselin                 | Boxeur français. | 81    |        |
| 7 février   | Leslie Laing                  | Athlète jamaïcain, champion aux Jeux olympiques d'été de 1952.                                                                    | 95    | (en)   |
| 7 février   | Stefano Mazzonis di Pralafera | Metteur en scène et directeur d'opéra italien.                                                                                    | 72    | (en)   |
| 7 février   | Nicole Mosconi                | Philosophe et professeure française.                                                                                              | 78    |        |
| 7 février   | Mario Osbén                   | Footballeur chilien. | 69    | (es)   |
| 7 février   | Giuseppe Rotunno              | Directeur de la photographie italien.                                                                                             | 97    | (it)   |
| 7 février   | Moufida Tlatli                | Réalisatrice, scénariste et monteuse tunisienne.                                                                                  | 73    | (en)   |
| 7 février   | Jackie Vautour                | Pêcheur et activiste canadien. | 90    |        |
| 7 février   | S. Clay Wilson                | Dessinateur et scénariste américain.                                                                                              | 79    | (en)   |
| 7 février   | Ron Wright                    | Homme politique américain. | 67    | (en)   |
| 8 février   | Roland Berthiaume             | Caricaturiste québécois. | 93    |        |
| 8 février   | Servando Cano Rodriguez       | Impresario, producteur et auteur-compositeur mexicain.                                                                            | 78    | (es)   |
| 8 février   | Jean-Claude Carrière          | Écrivain, scénariste, parolier, metteur en scène et acteur français.                                                              | 89    |        |
| 8 février   | Tony Collins                  | Footballeur puis entraîneur anglais.                                                                                              | 94    | (en)   |
| 8 février   | Cyril Mango                   | Byzantiniste britannique. | 92    | (en)   |
| 8 février   | Shūichirō Moriyama            | Seiyū japonais. | 86    | (ja)   |
| 8 février   | Rynagh O'Grady                | Actrice irlandaise. | 66    | (en)   |
| 8 février   | Jean Obeid                    | Homme politique libanais. | 82    | (en)   |
| 8 février   | Marty Schottenheimer          | Joueur puis entraîneur américain de football américain.                                                                           | 77    | (en)   |
| 8 février   | Els Vader                     | Athlète de sprint néerlandaise.                                                                                                   | 61    | (nl)   |
| 8 février   | Mary Wilson                   | Chanteuse américaine. | 76    | (en)   |
| 9 février   | Roland Chassain               | Homme politique français. | 73    |        |
| 9 février   | Chick Corea                   | Pianiste, claviériste et compositeur américain.                                                                                   | 79    | (en)   |
| 9 février   | Rosemary Karuga               | Artiste pluridisciplinaire kényane.                                                                                               | 92    | (en)   |
| 9 février   | Franco Marini                 | Homme politique italien. | 87    | (it)   |
| 9 février   | Jean-Charles Perazzi          | Journaliste et écrivain français.                                                                                                 | 84    |        |
| 9 février   | Ghédalia Tazartès             | Musicien français. | 73    |        |
| 10 février  | Luc Dhoore                    | Homme politique belge. | 92    |        |
| 10 février  | Larry Flynt                   | Éditeur américain. | 78    |        |
| 10 février  | Fanne Foxe                    | Strip-teaseuse argentine. | 84    | (en)   |
| 10 février  | Jorge Morel                   | Guitariste et compositeur argentin.                                                                                               | 89    | (en)   |
| 10 février  | Benjamin Orenstein            | Rescapé polonais d'Auschwitz. | 94    |        |
| 10 février  | Pachín                        | Footballeur puis entraîneur espagnol.                                                                                             | 82    | (en)   |
| 10 février  | Takao Suzuki                  | Sociolinguiste japonais. | 94    | (ja)   |
| 10 février  | Luc Versteylen                | Prêtre et homme politique belge.                                                                                                  | 93    |        |
| 11 février  | Teresa Burga                  | Plasticienne péruvienne. | 86    | (es)   |
| 11 février  | Jacques Crickillon            | Écrivain, poète, romancier et essayiste belge.                                                                                    | 80    |        |
| 11 février  | Antónis Kaloyánnis            | Chanteur grec. | 80    | (el)   |
| 11 février  | Reg Lewis                     | Culturiste et acteur américain.                                                                                                   | 85    | (en)   |
| 11 février  | Rowena Morrill                | Artiste et illustratrice américaine.                                                                                              | 76    | (en)   |
| 11 février  | Isadore Singer                | Mathématicien américain. | 96    | (en)   |
| 11 février  | Pierre-Guillaume de Roux      | Éditeur français. | 57    |        |
| 12 février  | William Chervy                | Homme politique français. | 83    |        |
| 12 février  | Milford Graves                | Batteur et percussionniste américain.                                                                                             | 79    | (en)   |
| 12 février  | Celso Güity                   | Footballeur hondurien. | 63    | (es)   |
| 12 février  | Paolo Isotta                  | Critique littéraire, écrivain et journaliste italien.                                                                             | 70    | (it)   |
| 12 février  | Rupert Neve                   | Ingénieur et homme d'affaires britannique.                                                                                        | 94    | (en)   |
| 12 février  | Bernard Nsayi                 | Évêque et théologien congolais.                                                                                                   | 78    | (en)   |
| 12 février  | John Palmer                   | Homme politique britannique. | 80    | (en)   |
| 12 février  | Lynn Stalmaster               | Directeur de casting américain.                                                                                                   | 93    | (en)   |
| 12 février  | Carlo Wagner                  | Homme politique luxembourgeois.                                                                                                   | 67    | (en)   |
| 12 février  | Kenjiro Yoshigasaki           | Aïkidoka japonais. | 69    |        |
| 13 février  | Inger Bjørnbakken             | skieuse alpine norvégienne. | 87    | (no)   |
| 13 février  | Urs Jaeggi                    | Sociologue, écrivain et artiste visuel suisse.                                                                                    | 89    | (de)   |
| 13 février  | Franz Jalics                  | Prêtre jésuite et écrivain hongrois.                                                                                              | 93    | (de)   |
| 13 février  | Bolesław Kwiatkowski          | Basketteur polonais. | 78    | (pl)   |
| 13 février  | Masashige Narusawa            | Scénariste et réalisateur japonais.                                                                                               | 96    | (ja)   |
| 13 février  | Alberto Oliart                | Homme politique espagnol. | 92    | (es)   |
| 13 février  | Sinyo Harry Sarundajang       | Homme politique indonésien. | 76    | (en)   |
| 13 février  | Kadir Topbaş                  | Architecte et homme politique turc.                                                                                               | 76    | (tr)   |
| 13 février  | Yury Vlasov                   | Haltérophile devenu écrivain et homme politique soviétique puis russe, champion olympique en 1960 et médaillé d'argent en 1964.   | 85    | (ru)   |
| 14 février  | Jacqueline Donny              | Miss France 1948. | 93    |        |
| 14 février  | Hywel Francis                 | Historien et homme politique britannique.                                                                                         | 74    | (en)   |
| 14 février  | Ari Gold                      | Chanteur américain. | 47    | (en)   |
| 14 février  | Carlos Menem                  | Homme d'État argentin. | 90    | (en)   |
| 14 février  | Doug Mountjoy                 | Joueur de snooker gallois. | 78    | (en)   |
| 14 février  | Ion Mihai Pacepa              | Journaliste et fonctionnaire roumain puis américain.                                                                              | 92    | (en)   |
| 14 février  | Jean Roulland                 | Sculpteur français. | 89    |        |
| 14 février  | Mourid al-Barghouti           | Poète et écrivain palestinien. | 76    | (en)   |
| 14 février  | Mohamed ag Itlal              | Musicien malien. | 61    |        |
| 15 février  | Kojiro Akagi                  | Artiste-peintre japonais. | 87    | (ja)   |
| 15 février  | Steuart Bedford               | Chef d'orchestre et pianiste britannique.                                                                                         | 81    | (es)   |
| 15 février  | Lucien Gourong                | Conteur et écrivain français. | 77    |        |
| 15 février  | Andréa Guiot                  | Soprano française. | 93    |        |
| 15 février  | Vincent Jackson               | Joueur américain de football américain.                                                                                           | 38    | (en)   |
| 15 février  | Leopoldo Luque                | Footballeur argentin. | 71    | (es)   |
| 15 février  | Raymond Lévesque              | Auteur-compositeur-interprète, poète et dramaturge canadien.                                                                      | 92    |        |
| 15 février  | Zdzisław Najder               | Historien polonais. | 90    | (pl)   |
| 15 février  | Johnny Pacheco                | Chanteur, compositeur et réalisateur artistique dominicain.                                                                       | 85    |        |
| 15 février  | Eva Maria Pracht              | Cavalière de dressage canadienne, médaillée de bronze par équipes aux Jeux olympiques d'été de 1988.                              | 83    | (en)   |
| 15 février  | Ștefan Tudor                  | Rameur d'aviron roumain. | 77    | (ro)   |
| 16 février  | Bernard Lown                  | Cardiologue américain. | 99    | (en)   |
| 16 février  | Ángel Mangual                 | Joueur de baseball portoricain.                                                                                                   | 73    | (en)   |
| 16 février  | Gustavo Noboa                 | Homme d'État équatorien. | 83    | (es)   |
| 16 février  | Jan Sokol                     | Philosophe et homme politique tchèque.                                                                                            | 84    |        |
| 16 février  | Tonton David                  | Chanteur français de reggae. | 53    |        |
| 16 février  | Sleiman Traboulsi             | Homme politique et magistrat libanais.                                                                                            |       |        |
| 16 février  | Michel Vuillermet             | Réalisateur français. | 70    |        |
| 17 février  | Özcan Arkoç                   | Footballeur turc. | 81    | (tr)   |
| 17 février  | Françoise Cactus              | Animatrice de radio, écrivaine et chanteuse franco-allemande.                                                                     | 56    |        |
| 17 février  | Raffaele Cutolo               | Criminel italien. | 79    | (it)   |
| 17 février  | Rush Limbaugh                 | Animateur de radio américain. | 70    |        |
| 17 février  | Andrea Lo Vecchio             | Chanteur-auteur-compositeur et producteur italien.                                                                                | 78    | (it)   |
| 17 février  | René Roemersma                | Criminel néerlandais. | 62    | (es)   |
| 17 février  | U Roy                         | Deejay de reggae jamaïcain. | 77    |        |
| 17 février  | Gianluigi Saccaro             | Épéiste italien, champion olympique par équipes en 1960, médaillé d'argent en 1964 et de bronze en individuel en 1968.            | 82    | (it)   |
| 17 février  | Gene Summers                  | Chanteur et compositeur de rock 'n' roll et rockabilly américain.                                                                 | 82    | (en)   |
| 17 février  | Martí Vergés                  | Footballeur espagnol. | 86    | (en)   |
| 17 février  | Mufwankolo Wa Lesa            | Homme de théâtre et humoriste congolais.                                                                                          | 85    |        |
| 17 février  | Jyrki Yrttiaho                | Homme politique finlandais. | 68    | (fi)   |
| 18 février  | Amīr Aṣlān Afshār             | Ambassadeur iranien. | 101   |        |
| 18 février  | Luis Balagué                  | Cycliste sur route espagnol. | 76    | (en)   |
| 18 février  | Andreï Miagkov                | Acteur devenu écrivain et peintre soviétique puis russe.                                                                          | 82    | (ru)   |
| 18 février  | John Roach                    | Joueur de foot U.S. américain. | 87    | (en)   |
| 18 février  | Kristofer Schipper            | Sinologue néerlandais. | 86    | (zh)   |
| 19 février  | Đorđe Balašević               | Auteur-compositeur-interprète serbe.                                                                                              | 67    | (hr)   |
| 19 février  | Michel Bernard                | Homme politique français. | 88    |        |
| 19 février  | Philippe Chatel               | Auteur-compositeur-interprète français.                                                                                           | 72    |        |
| 19 février  | Henri Courtine                | Judoka français. | 90    |        |
| 19 février  | Arturo Di Modica              | Sculpteur italien. | 80    | (it)   |
| 19 février  | Leopold Lippens               | Homme politique belge. | 79    |        |
| 19 février  | Clotilde Niragira             | Femme politique burundaise. | 52/53 |        |
| 19 février  | Ion N. Petrovici              | Neurologue allemand. | 91    | (de)   |
| 19 février  | Antoine Pfeiffer              | Pasteur français. | 80    |        |
| 19 février  | Silvio Sérafin                | Joueur puis entraîneur français de football.                                                                                      | 82    |        |
| 20 février  | Mauro Bellugi                 | Footballeur italien. | 71    | (it)   |
| 20 février  | Richard Boyd                  | Philosophe américain. | 78    | (en)   |
| 20 février  | Philippe Brizard              | Acteur français. | 87    |        |
| 20 février  | Joe Burke                     | Musicien et accordéoniste irlandais.                                                                                              | 81    | (en)   |
| 20 février  | Chris Craft                   | Pilote de course automobile américain.                                                                                            | 81    | (en)   |
| 20 février  | Isabelle Dhordain             | Journaliste, critique musicale française.                                                                                         | 61    |        |
| 20 février  | Jean-Yves Moyart              | Avocat et blogueur français. | 53    |        |
| 20 février  | Maurice Pelé                  | Coureur cycliste français. | 92    |        |
| 20 février  | Douglas Turner Ward           | Dramaturge, comédien, metteur en scène et producteur de théâtre américain.                                                        | 90    | (en)   |
| 21 février  | André Dufraisse               | Coureur cycliste français. | 94    |        |
| 21 février  | Arthur Cook                   | Tireur sportif américain, champion olympique aux Jeux olympiques d'été de 1948.                                                   | 92    | (en)   |
| 21 février  | Giovanni Knapp                | Coureur cycliste italien. | 77    | (it)   |
| 21 février  | Hélène Martin                 | Chanteuse et auteure-compositrice-interprète française.                                                                           | 92    |        |
| 21 février  | Bernard Njonga                | Ingénieur agronome camerounais.                                                                                                   | 65    |        |
| 21 février  | Zlatko Saračević              | Handballeur yougoslave puis croate, médaillé de bronze aux Jeux olympiques d'été de 1988 et champion olympique en 1996.           | 59    |        |
| 21 février  | Marc Waelkens                 | Professeur d'université, historien, archéologue et anthropologue belge.                                                           | 72    | (nl)   |
| 22 février  | Luca Attanasio                | Diplomate italien. | 43    | (en)   |
| 22 février  | Georges Bonnet                | Poète et romancier français. | 101   |        |
| 22 février  | Raymond Cauchetier            | Photographe français. | 101   |        |
| 22 février  | Aleksander Doba               | Kayakiste polonais. | 74    |        |
| 22 février  | Lawrence Ferlinghetti         | Poète américain. | 101   | (en)   |
| 22 février  | Gary Halpin                   | Joueur de rugby à XV irlandais.                                                                                                   | 55    | (en)   |
| 22 février  | Lamberto Leonardi             | Footballeur italien. | 82    | (it)   |
| 22 février  | Jean-François Leroux-Dhuys    | Écrivain, journaliste, historien de l'art, conservateur de musée et maire français.                                               | 86    |        |
| 22 février  | Anis Naccache                 | Homme politique libanais. | 73    |        |
| 22 février  | Giancarlo Santi               | Réalisateur et scénariste italien.                                                                                                | 81    | (it)   |
| 22 février  | Daviz Simango                 | Homme politique mozambicain. | 57    |        |
| 22 février  | Jack Whyte                    | Romancier britannique et canadien.                                                                                                | 80    | (en)   |
| 23 février  | Franco Cassano                | Sociologue et homme politique italien.                                                                                            | 77    |        |
| 23 février  | Jean Grenet                   | Homme politique français. | 81    |        |
| 23 février  | Fausto Gresini                | Pilote de moto italien. | 60    |        |
| 23 février  | Othman Kechrid                | Homme politique tunisien. | 100   |        |
| 23 février  | Tormod Knutsen                | Skieur de combiné nordique norvégien, médaillé d'argent aux Jeux olympiques d'hiver de 1960 et champion olympique à ceux de 1964. | 89    | (no)   |
| 23 février  | Syed Abul Maksud              | Éditorialiste, essayiste, journaliste et écrivain bangladais.                                                                     | 74    | (en)   |
| 23 février  | Margaret Maron                | Écrivaine américaine. | 82    | (en)   |
| 23 février  | Yves Martin                   | Sociologue et professeur d'université canadien.                                                                                   | 91    |        |
| 23 février  | Juan Carlos Masnik            | Footballeur uruguayen. | 77    | (es)   |
| 23 février  | Joseph Ponthus                | Écrivain français. | 42    |        |
| 23 février  | Ahmed Zaki Yamani             | Homme politique saoudien. | 90    | (en)   |
| 24 février  | Antonio Catricalà             | Juriste et universitaire italien.                                                                                                 | 69    | (it)   |
| 24 février  | Philippe Jaccottet            | Écrivain, poète et critique littéraire suisse.                                                                                    | 95    |        |
| 24 février  | Atsushi Miyagi                | Joueur de tennis japonais. | 89    | (ja)   |
| 24 février  | Alan Robert Murray            | Monteur son américain. | 66    | (en)   |
| 24 février  | Joseph Untube N'singa Udjuu   | Homme politique congolais. | 86    |        |
| 24 février  | Ronald Pickup                 | Acteur britannique. | 80    | (en)   |
| 25 février  | Ivy Bottini                   | Militante des droits des femmes et des personnes LGBT américaine.                                                                 | 94    | (en)   |
| 25 février  | Peter Gotti                   | Gangster américain. | 81    | (en)   |
| 25 février  | Muriel Marland-Militello      | Femme politique française. | 77    |        |
| 25 février  | Yves Ramousse                 | Évêque catholique français. | 93    |        |
| 25 février  | Finn Sterobo                  | Footballeur international danois.                                                                                                 | 87    |        |
| 25 février  | Maurice Tanguay               | Homme d'affaires canadien. | 87    |        |
| 26 février  | Ronald Gillespie              | Chimiste et professeur d'université britannique.                                                                                  | 96    | (en)   |
| 26 février  | Irving Grundman               | Directeur général canadien de hockey sur glace (Canadiens de Montréal).                                                           | 92    | (en)   |
| 26 février  | Hannu Mikkola                 | Pilote de rallye automobile finlandais.                                                                                           | 78    | (en)   |
| 26 février  | Jean Perrottet                | Architecte français. | 95    |        |
| 26 février  | Alfredo Quintana              | Handballeur cubain. | 32    | (en)   |
| 26 février  | Michael Somare                | Homme politique papouan-néo-guinéen, père de l'indépendance.                                                                      | 84    | (en)   |
| 27 février  | Serge Bec                     | Poète français. | 87    |        |
| 27 février  | Rachel Cathoud                | Comédienne suisse. | 74    |        |
| 27 février  | Dante Crippa                  | Footballeur italien. | 83    | (it)   |
| 27 février  | Linus Nirmal Gomes            | Prêtre jésuite puis évêque indien.                                                                                                | 99    | (en)   |
| 27 février  | Patrick Hoguet                | Homme politique français. | 80    |        |
| 27 février  | Ng Man-tat                    | Acteur hongkongais. | 69    | (en)   |
| 27 février  | Pascal Monkam                 | Homme d'affaires camerounais. | 90    |        |
| 28 février  | Milan Bandić                  | Homme politique yougoslave puis croate.                                                                                           | 65    | (hr)   |
| 28 février  | Bernard Guyot                 | Coureur cycliste français. | 75    |        |
| 28 février  | Glenn Roeder                  | Footballeur britannique. | 65    | (en)   |